# Kana Kurashina
Kana Kurashina (倉科 カナ Kurashina Kana, nascută 23 decembrie 1987, în Minami-ku, Kumamoto, Prefectura Kumamoto, Japonia) este o actriță japoneză care este reprezentată de către agenția de talente Sony Music Artists.

## Filmografie

### Seriale TV
| An   | Titlu                           | Rol              | Rețea    | Notițe          |
| ---- | ------------------------------- | ---------------- | -------- | --------------- |
| 2010 | Mother                          | Kaho Suzuhara    | NTV      |                 |
| 2010 | Sazae-san                       | Uki Isazaka      | Fuji TV  |                 |
| 2011 | Bartender                       | Yukari Yamagishi | TV Asahi | episodul 2      |
| 2011 | The Reason I Can't Find My Love | Hikari Maeda     | Fuji TV  |                 |
| 2012 | Hana no Zubora-Meshi            | Hana Komazawa    | MBS      | Rolul principal |
| 2014 | Smoking Gun                     | Emiri Nagatomo   | Fuji TV  |                 |
| 2014 | Water Polo Yankees              | Mafuyu Shōji     | Fuji TV  | Camee           |

### Filme
| An   | Titlu           | Rol        | Notițe |
| ---- | --------------- | ---------- | ------ |
| 2008 | Sand Chronicles | Rika Asada |        |
| 2013 | Kids Return     | Manami     |        |